# Руссо, Венсан
Венсан Руссо ( Vincent Rousseau; род. 1962) — бельгийский легкоатлет, который специализировался в беге на длинные дистанции. Чемпион мира по полумарафону 1993 года с результатом 1:01.06. На олимпийских играх 1984 и 1988 годов выступал в беге на 5000 метров, но не выходил в финал. На Олимпиаде 1992 года бежал дистанцию 10 000 метров, на которой также не вышел в финал. Победитель пробега Dam tot Damloop 1987 года. Трёхкратный победитель пробега 4 Mijl van Groningen. Девятикратный чемпион Бельгии по кроссу.
Лучший спортсмен Бельгии в 1985 и 1993 годах.

## Достижения
- Победитель Роттердамского марафона 1994 года — 2:07.51
- 2-е место на Токийском марафоне 1994 года — 2:09.08
- 2-е место на Берлинском марафоне 1995 года — 2:07.20 — NR
- 2-е место на Лондонском марафоне 1996 года — 2:10.26